# Вольно-Донская
Вольно-Донская — станица в Морозовском районе Ростовской области.
Административный центр Вольно-Донского сельского поселения.

## География

### Улицы
| - ул. Береговая - ул. Молодёжная - ул. Первомайская - ул. Советская | - ул. Стадионная - ул. Тополиная - ул. Центральная |

## История
Станица на речке Сухой была образована в 1910 году с названием Цесаревичская. Жители занимались земледелием и животноводством. В 1914 году в станице было: дворов 173, мужчин 807, женщин 593.
В 1914 году в станице была построена деревянная однопрестольная Церковь Николая Чудотворца.
Станица Цесаревическая была переименована в Вольно-Донскую постановлением Областного правления от 29 мая 1917 года, на основании протокола собрания станичного общества станицы Цесаревической от 30 апреля 1917 года, дабы уничтожить всякую память о старом строе, принесшем русскому народу массу бедствий.

## Население
| 2010 |
| ---- |
| 595  |